# Against Me! as the Eternal Cowboy
Against Me! as the Eternal Cowboy is het tweede studioalbum van de Amerikaanse punkband Against Me! Het werd uitgegeven op 3 november door Fat Wreck Chords en was daarmee de eerste uitgave van de band op dit label. Het is tevens het eerste album waarop bassist Andrew Seward op te horen is. Seward verving de oorspronkelijke bassist, Dustin Fridkin, een jaar voordat het album uitkwam. Net zoals het debuutalbum Against Me! Is Reinventing Axl Rose uit 2002 is het album geproduceerd door Rob McGregor. 
Er zijn twee bijhorende singles uitgegeven via No Idea Records, namelijk "Cavalier Eternal" en "Sink, Florida, Sink". Dit zijn echter wel andere versies dan die op het album te horen zijn.
In 2009 bracht Fat Wreck Chords een album getiteld The Original Cowboy uit, een demo met daarop nummers die zijn gemaakt tijdens de opnamesessies en voorbereidingen voor dit album.

## Nummers
1. "T.S.R. (This Shit Rules)" - 1:35
2. "Cliché Guevara" - 2:09
3. "Mutiny on the Electronic Bay" - 1:12
4. "Sink, Florida, Sink" - 2:40
5. "Slurring the Rhythms" - 2:42
6. "Rice and Bread" - 1:42
7. "A Brief Yet Triumphant Intermission" - 1:29
8. "Unsubstantiated Rumors Are Good Enough for Me to Base My Life Upon" - 1:40
9. "You Look Like I Need a Drink" - 2:14
10. "Turn Those Clapping Hands Into Angry Balled Fists" - 4:46
11. "Cavalier Eternal" - 2:53

## Band
- Laura Jane Grace - gitaar, zang
- James Bowman - gitaar, achtergrondzang
- Andrew Seward - basgitaar, achtergrondzang
- Warren Oakes - drums